# Sameraria boissierana
Sameraria boissierana là một loài thực vật có hoa trong họ Cải. Loài này được Nabiev miêu tả khoa học đầu tiên.